# Rudolf Johann Habsburg
Rudolf Jan Habsburg, niem Rudolf Johann Joseph Rainer Erzherzog von Österreich (ur. 8 stycznia 1788 we Florencji, zm. 24 lipca 1831 w Baden) – arcybiskup ołomuniecki w latach 1819–1831.

## Życiorys
Rudolf Jan był najmłodszym synem cesarza Leopolda II i Marii Ludwiki Burbon, infantki hiszpańskiej. Kształcił się prywatnie w klasztorze w Klosterneuburg. 19 marca 1805 otrzymał tonsurę i niższe święcenia. 24 czerwca 1805 został wybrany koadiutorem archidiecezji ołomunieckiej. Po śmierci w 1811 arcybiskupa Antona Theodora von Colloredo-Waldsee-Mels nie objął diecezji, gdyż był zbyt młody. Nastąpiło to dopiero po śmierci arcybiskupa Marii Thaddäusa von Trautmannsdorff w 1819. Jeszcze w tym samym roku, 4 czerwca, został mianowany kardynałem z tytułem prezbitera San Pietro in Montorio.
Znany jest także jako uczeń, mecenas i przyjaciel Ludwiga van Beethovena.